# Фолькер Шлендорф
Фо́лькер Шл́ендорф або Шльондорф (нім. Volker Schlöndorff; нар. 31 березня 1939, Вісбаден, Німеччина) — німецький кінорежисер, визначний діяч нового німецького кінематографу, один з засновників радикальної кіноестетики. За свою режисерську кар'єру Шлендорф зняв близько 30 стрічок, більшість яких стали етапними в історії європейського кінематографу.

## Життєпис
Народився 31 березня 1939 року у Вісбадені в сім'ї лікаря. Виріс у Шлангенбаді на Таунусі. Відвідував гімназію у Вісбадені. 1956 року у рамках програми з обміну школярами поїхав до Франції, де залишився на десять років. 1959 року закінчив Ліцей Генріха IV у Парижі (навчався в одному класі з Бертраном Таверньє). Вивчав політологію і відвідував кіношколу ІДЕК (IDHEC) у Парижі. Перекладав на французьку німецькі класичні фільми у Французькій сінематеці, де познайомився з Фріцем Лангом.
У 1960 році під псевдонімом Фолькер Локі (Volker Loki) зняв короткометражний фільм «Кого це хвилює»? (Wen kümmert's) про алжирців у Франкфурті-на-Майні. Комісія «Добровільного самоконтролю кіноіндустрії» (Freiwillige Selbstkontrolle der Filmwirtschaft) не допустила фільм до демонстрації унаслідок виразно вираженої позиції проти дружньої нації (Франції). Взимку 1960 року працював асистентом Людвіга Бергера на SFB, телебаченні Західного Берліна; разом з Луї Маллем зняв репортажі про Південно-східну Азію та Алжир для французького телебачення.
З 1960 року був практикантом і асистентом Луї Маля, Жана-П'єра Мельвіля і Алена Рене. 1965 року зняв перший повнометражний ігровий фільм «Молодий Тьорлесс» за романом «Душевна смута вихованця Тьорлесса» Роберта Музіля, здобувши премію за сценарій у розмірі 200 000 німецьких марок. Фільм отримав ряд призів і став одним з перших міжнародних успіхів молодого німецького кіно. Його другий фільм «Убивство випадкове і умисне» був першим кольоровим фільмом молодого німецького режисера, а екранізація «Міхаель Кольхаас» у 1968 році була першою спробою великої міжнародної постановки. А 1969 році Шлендорф заснував разом з Петером Фляйшманом фірму «Hallelujah-Film GmbH» («Аллілуйя-фільм»), а у 1974 році з Райнгардом Гауффом — «Bioskop-Film GmbH» («Біоскоп-фільм»).
У 1975 році великий успіх в прокаті мав фільм «Спаплюжена честь Катарини Блюм» за однойменною повістю Генріха Белля. Стрічку зняли спільно з Маргаретою фон Тротта, дружиною Шлендорфа у 1971-1991 роках.
У 1979 році «Бляшаний барабан» за однойменним романом Гюнтера Грасса здобув головний приз Каннського кінофестивалю — «Золоту пальмову гілку», а у 1980 році — «Оскара» як найкращий іноземний фільм.
З 2001 року Шлендорф працює професором і викладачем кінематографу і літератури в «European Graduate School» у місті Саас-Фе (Швейцарія). Також є доцентом «Німецької академії кіно і телебачення» у Берліні (нім. Deutsche Film - und Fernsehakademie Berlin).

## Фільмографія
| Рік  |  | Назва українською                     |  | Оригінальна назва                                   |  | Опис                                                                                             |
| ---- |  | ------------------------------------- |  | --------------------------------------------------- |  | ------------------------------------------------------------------------------------------------ |
| 1966 |  | Молодий Тьорлесс                      |  | Der junge Törless                                   |  |                                                                                                  |
| 1967 |  | Убивство випадкове і умисне           |  | Mord und Totschlag                                  |  |                                                                                                  |
| 1969 |  | Міхаель Кольхаас — бунтівник          |  | Michael Kohlhaas. Der Rebell                        |  |                                                                                                  |
| 1970 |  | Ваал                                  |  | Baal                                                |  |                                                                                                  |
| 1971 |  | Раптове збагачення бідняків з Комбаха |  | Der plötzliche Reichtum der armen Leute von Kombach |  |                                                                                                  |
| 1972 |  | Мораль Рут Хальбфас                   |  | Die Moral der Ruth Halbfaß                          |  |                                                                                                  |
| 1972 |  | Миттєвий спалах                       |  | Strohfeuer                                          |  |                                                                                                  |
| 1974 |  | Ночівля у Тіролі                      |  | Übernachtung in Tirol                               |  |                                                                                                  |
| 1975 |  | Зпаплюжена честь Катарини Блюм        |  | Die verlorene Ehre der Katharina Blum               |  |                                                                                                  |
| 1976 |  | Постріл з милосердя                   |  | Der Fangschuß                                       |  |                                                                                                  |
| 1978 |  | Німеччина восени                      |  | Deutschland im Herbst                               |  |                                                                                                  |
| 1979 |  | Бляшаний барабан                      |  | Die Blechtrommel                                    |  | - «Золота пальмова гілка» Каннського кінофестивалю - «Оскара» за найкращий фільм іноземною мовою |
| 1980 |  | Кандидат                              |  | Der Kandidat                                        |  |                                                                                                  |
| 1981 |  | Фальшивка                             |  | Die Fälschung                                       |  |                                                                                                  |
| 1982 |  | Війна і мир                           |  | Krieg und Frieden                                   |  |                                                                                                  |
| 1983 |  | Кохання Свана                         |  | Eine Liebe von Swann                                |  |                                                                                                  |
| 1985 |  | Смерть комівояжера                    |  | Tod eines Handlungsreisenden                        |  |                                                                                                  |
| 1987 |  | Повстання стариків                    |  | Ein Aufstand alter Männer                           |  |                                                                                                  |
| 1990 |  | Оповідь служниці                      |  | Die Geschichte der Dienerin                         |  |                                                                                                  |
| 1991 |  | Хомо Фабер                            |  | Homo Faber                                          |  |                                                                                                  |
| 1996 |  | Лісовий цар                           |  | Der Unhold                                          |  |                                                                                                  |
| 1998 |  | Пальметто                             |  | Palmetto                                            |  |                                                                                                  |
| 1999 |  | Після пострілу — тиша                 |  | Die Stille nach dem Schuss                          |  |                                                                                                  |
| 2002 |  | На 10 хвилин старше: Віолончель       |  | Ten Minutes Older: The Cello                        |  |                                                                                                  |
| 2004 |  | Дев'ятий день                         |  | Der neunte Tag                                      |  |                                                                                                  |
| 2005 |  | Загадка — нерозділене кохання         |  | Enigma — Eine uneingestandene Liebe                 |  |                                                                                                  |
| 2007 |  | Страйк — героїня Данціґу              |  | Strajk — Die Heldin von Danzig                      |  |                                                                                                  |
| 2007 |  | Ульжан — забуте світло                |  | Ulzhan — Das vergessene Licht                       |  |                                                                                                  |
| 2011 |  | Штиль                                 |  | La mer à l'aube                                     |  |                                                                                                  |
| 2014 |  | Дипломатія                            |  | Diplomatie                                          |  |                                                                                                  |
| 2017 |  | Повернення в Монток                   |  | Rückkehr nach Montauk                               |  |                                                                                                  |